# No Mediocre
«No Mediocre» (с англ. — «Никакой посредственности») — песня американского рэпера T.I., записанная при участии австралийской хип-хоп исполнительницы Игги Азалия, из альбома Paperwork. Песня смогла достигнуть топ-40 американского Billboard Hot 100.

## О песне
22 ноября 2013 года T.I. объявил, что подписал контракт с Columbia Records для выпуска следующего студийного альбома. T.I. рассказал, что Фарелл Уильямс будет исполнительным продюсером альбома, и что выпуск альбома планируется на начало 2014 года. Первоначально T.I. планировал выпустить Trouble Man II: He Who Wears the Crown как сиквел его предыдущего студийного альбома Trouble Man: Heavy Is the Head, но в итоге он решил сменить название. 16 декабря 2013 года T.I. сообщил новое название альбома Paperwork: The Motion Picture. 17 июня 2014 года T.I. выпустил «No Mediocre» официальным синглом с альбома Paperwork, записанный при участии австралийской хип-хоп исполнительницы Игги Азалии и спродюсирована хип-хоп продюсером из западного побережья DJ Mustard.

## Музыкальное видео
Музыкальное видео на «No Mediocre» было снято в Рио-де-Жанейро, Бразилия, а премьера состоялась 18 июня 2014 на каналах MTV и VH1, а позже стал доступен на VEVO.

## Список композиций
Digital download
1. «No Mediocre (featuring Iggy Azalea)» [Explicit] — 3:21[6]
2. «No Mediocre (featuring Iggy Azalea)» [Clean] — 3:21[7]

## Чарты
| Чарт (2014)                                | Высшая позиция |
| ------------------------------------------ | -------------- |
| Australia (ARIA)                           | 36             |
| Australian Urban (ARIA)                    | 6              |
| Бельгия/Фландрия (Ultratip Bubbling Under) | 19             |
| Бельгия/Валлония (Ultratip Bubbling Under) | 13             |
| Flanders Urban                             | 20             |
| Canada (Canadian Hot 100)                  | 79             |
| France (SNEP)                              | 39             |
| Germany (Deutsche Black Charts)            | 1              |
| New Zealand (Recorded Music NZ)            | 34             |
| Великобритания (OCC UK Singles)            | 49             |
| Великобритания (OCC UK Hip Hop/R&B)        | 6              |
| US Billboard Hot 100                       | 33             |
| US Hot R&B/Hip-Hop Songs (Billboard)       | 11             |
| US Hot Rap Songs (Billboard)               | 6              |
| US Rhythmic (Billboard)                    | 10             |

## История релиза
| Регион         | Дата            | Формат                      | Лейбл                                  |
| -------------- | --------------- | --------------------------- | -------------------------------------- |
| США            | 17 июня 2014    | Digital download            | Grand Hustle Records, Columbia Records |
| США            | 17 июня 2014    | Mainstream urban radio      | Grand Hustle Records, Columbia Records |
| США            | 1 июля 2014     | Rhythmic contemporary radio | Grand Hustle Records, Columbia Records |
| Великобритания | 17 августа 2014 | Digital download            | Grand Hustle Records, Columbia Records |